# Квазистационарные поля
Квазистационарные поля - это класс электромагнитных полей, в котором доминирует медленно колеблющееся магнитное поле. Поле обычно генерируется низкочастотной индукцией от магнитного диполя или контура тока. Магнитное ближнее поле такого излучателя ведет себя иначе, чем более часто используемое электромагнитное излучение дальнего поля. На низких частотах скорость изменения мгновенной напряженности поля с каждым циклом относительно медленная, что и дало название "квазистационарное". Ближнее поле или квазистатическая область обычно простирается не более чем на длину волны от антенны, и в этой области электрическое и магнитное поля приблизительно развязаны.
Слабопроводящие немагнитные тела, в том числе человеческое тело и многие минеральные породы, эффективно прозрачны для квазистационарных полей, что позволяет передавать и принимать сигналы через такие препятствия. Кроме того, длинноволновые (т. Е. низкочастотные) сигналы лучше распространяются по круглым углам, чем коротковолновые сигналы. Поэтому связь не обязательно должна быть прямой видимости.
Дальность передачи таких сигналов зависит как от длины волны, так и от электромагнитных свойств промежуточной среды на выбранной частоте и обычно ограничивается несколькими десятками метров

## Принцип
Рассмотрим движущиеся проводники, являющиеся элементами электрической цепи. С точки зрения классической электродинамики уравнение (1) устанавливает соотношение  между плотностью тока j (в некоторой точке) и электрической напряжённостью  Е (в  той же точке).
{\displaystyle j(t,x)=\sigma E(t,x)}(1)
постоянная σ, в данном уравнении, обозначает удельную проводимость материала проводника.
При рассмотрении уравнения 1, с точки зрения того, что токи считаются линейными, характер распределения плотности заряда становится несущественным. Поэтому введём понятие силы тока.
Тогда при интегрировании проводника нужно произвести замену:
{\displaystyle j(t,x)dV\longrightarrow I(t)dl} (2)
где   {\displaystyle I(t)}является полным током, протекающим по проводнику, соответственно.
Изменение тока в участках проводника не происходит мгновенно, а через промежуток времени:
{\displaystyle t=l/v} (2)  где l- размеры проводника v-скорость распространения электрического поля.
Мы будем считать что величина {\displaystyle l/v} уравнения (2) мала  по сравнению со временем изменения поля:
{\displaystyle l/v\ll T}
Поля, удовлетворяющие условию выше, называются квазистационарными.
Уравнения квазистационарного поля:
Где E, H- напряженности полей (электрического и магнитного) , j- плотности заряда и тока
{\displaystyle rotE=-{1 \over c}{\partial B \over \partial t},divB=0}
{\displaystyle rotH\backsimeq 4\pi j,divE=4\pi \rho }

## Критерий квазистационарности.
Под квазистационарном приближении принимается, что в рассматриваемой электродинамической системе все распределенные в пространстве заряды, токи и поля изменяются синхронно и мгновенно. Это означает,что в каждый момент времени нестационарные поля и токи порождают электромагнитные поля.
Критерий квазистационарности:
{\displaystyle \tau \sim {l \over c}\longrightarrow \tau \ll T,Tc-\lambda \Longrightarrow l\ll c}

## Уравнение колебательного контура в квазистационарном приближении.
Пусть заряд первой пластины конденсатора, встречающейся при положительном обходе контура. Тогда напряжение {\displaystyle U={q \over c}}   и ток в контуре {\displaystyle I={dq \over dt}}  будут иметь правильный знак.
Согласно правилу Кирхгофа:
{\displaystyle L{d^{2}q \over dt^{2}}+R{dq \over dt}+{q \over c}=\epsilon }